# Місцеві вибори в Чернігівській області 2020
Місцеві вибори в Чернігівській області 2020 — чергові вибори Чернігівського міського голови та вибори депутатів Чернігівської міськради, облради та районних рад у Чернігові, що заплановані на 25 жовтня 2020 року в рамках проведення місцевих виборів у всій країні.

## Вибори до міської ради
| Місце | Партія                          | % голосів | Кількість голосів | Усього місць |
| ----- | ------------------------------- | --------- | ----------------- | ------------ |
| 1     | Рідний дім                      | 62,90 %   | 44 340            | 26 / 42      |
| 2     | Слуга народу                    | 9,52 %    | 6056              | 4 / 42       |
| 3     | Наш край                        | 9,52 %    | 5725              | 4 / 42       |
| 4     | Опозиційна платформа — За життя | 9,52 %    | 5222              | 4 / 42       |
| 5     | Європейська Солідарність        | 9,52 %    | 4711              | 4 / 42       |

## Вибори до обласної ради
| Місце | Партія                          | % голосів | Кількість голосів | Усього місць |
| ----- | ------------------------------- | --------- | ----------------- | ------------ |
| 1     | Рідний дім                      | 30,7 %    | 92 097            | 19 / 64      |
| 2     | Наш край                        | 14,7 %    | 44 532            | 9 / 64       |
| 3     | Слуга народу                    | 12,5 %    | 38 235            | 8 / 64       |
| 4     | Радикальна партія Олега Ляшка   | 11,1 %    | 33 899            | 7 / 64       |
| 5     | ВО «Батьківщина»                | 8,15 %    | 24 883            | 6 / 64       |
| 6     | Опозиційна платформа — За життя | 7,14 %    | 21 793            | 5 / 64       |
| 7     | За Майбутнє                     | 6,79 %    | 20 749            | 5 / 64       |
| 8     | Європейська Солідарність        | 6,37 %    | 19 448            | 5 / 64       |

## Вибори мера

### Чернігів
На посаду міського голови міста балотувались такі кандидати:
- Атрошенко Владислав — чинний мер Чернігова із 2015 року, йшов від власної партії «Рідний дім», до 2014 року був членом Партії регіонів. 2015 року брав участь у виборах мера за підтримки президенстського «Блоку Петра Порошенка»;

- Марина Рейко — кандидатка від партії Європейська Солідарність;

- Антон Поляков («За майбутнє»);

- Олександр Соколов («Наш край»);[4]

- Юрій Тарасовець («Слуга народу»);[5]

- Ольга Заїка («Батьківщина»);

- Антошин Вадим Леонідович (ОПЗЖ).

I тур
| Кандидат                              | %       | Голосів |
| ------------------------------------- | ------- | ------- |
| 1. Владислав Атрошенко («Рідний дім») | 77,49 % | 62 937  |
| 2. Вадим Антошин («ОПЗЖ»)             | 4,50 %  | 3 656   |
| 3. Юрій Тарасовець («Слуга народу»)   | 4,33 %  | 3 517   |
| 4. Олександр Соколов («Наш край»)     | 3,90 %  | 3 168   |
| 5. Марина Рейко («ЄС»)                | 3,32 %  | 2 700   |

### Ніжин
| Кандидат                            | %       | Голосів |
| ----------------------------------- | ------- | ------- |
| 1. Олександр Кодола («За майбутнє») | 38,11 % | 5 858   |
| 2. Михайло Приходько                | 19,76 % | 3 037   |
| 3. Анатолій Лінник («Рідний Дім»)   | 17,09 % | 2 627   |

### Прилуки
| Кандидат                                          | %       | Голосів |
| ------------------------------------------------- | ------- | ------- |
| 1. Ольга Попенко (ВО «Батьківщина»)               | 46,88 % | 7 268   |
| 2. Артем Рожко («Рідний Дім»)                     | 26,64 % | 4 131   |
| 3. Сергій Ткаченко («Європейська партія України») | 7,32 %  | 1 135   |

### Новгород-Сіверський
В результаті виборів, мером міста Новгород-Сіверський було переобрано Олега Бондаренко, який керував містом з 2015 року. 29 жовтня 2020 він помер від ускладнень коронавірусу. Через це на 17 січня 2021 року було призначено повторні вибори мера міста.

## Соціологічні опитування
За даними опитування у липні 2020 рейтинг партій був таким:
- «Рідний дім» — 36,7 %
- «Слуга народу» — 7,8 %
- «Опозиційна платформа — За життя» — 7,7 %.

| Опитування                                            | Дата проведення     |      |      |      |      |     |     |     |     |     |     |
| ----------------------------------------------------- | ------------------- | ---- | ---- | ---- | ---- | --- | --- | --- | --- | --- | --- |
| Опитування                                            | Дата проведення     |      |      |      |      |     |     |     |     |     |     |
| Рейтинг [Архівовано 1 жовтня 2020 у Wayback Machine.] | 08.07.20 – 20.07.20 | 21,0 | 18,7 | 16,5 | 12,9 | 6,3 | 6,2 | 4,4 | 3,1 | 1,8 | 1,3 |

## Галерея

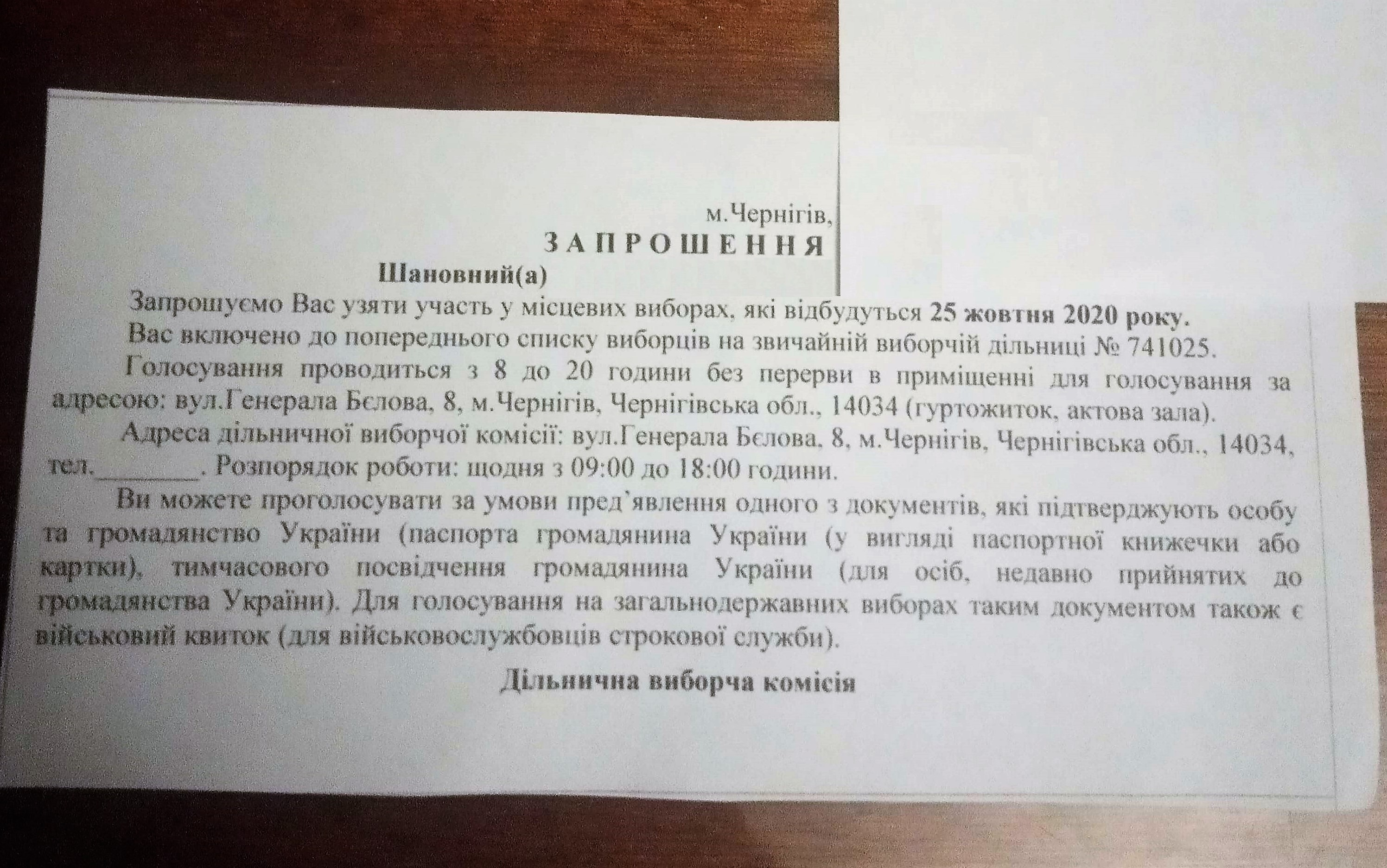
Запрошення на вибори 25 жовтня 2020, Чернігів
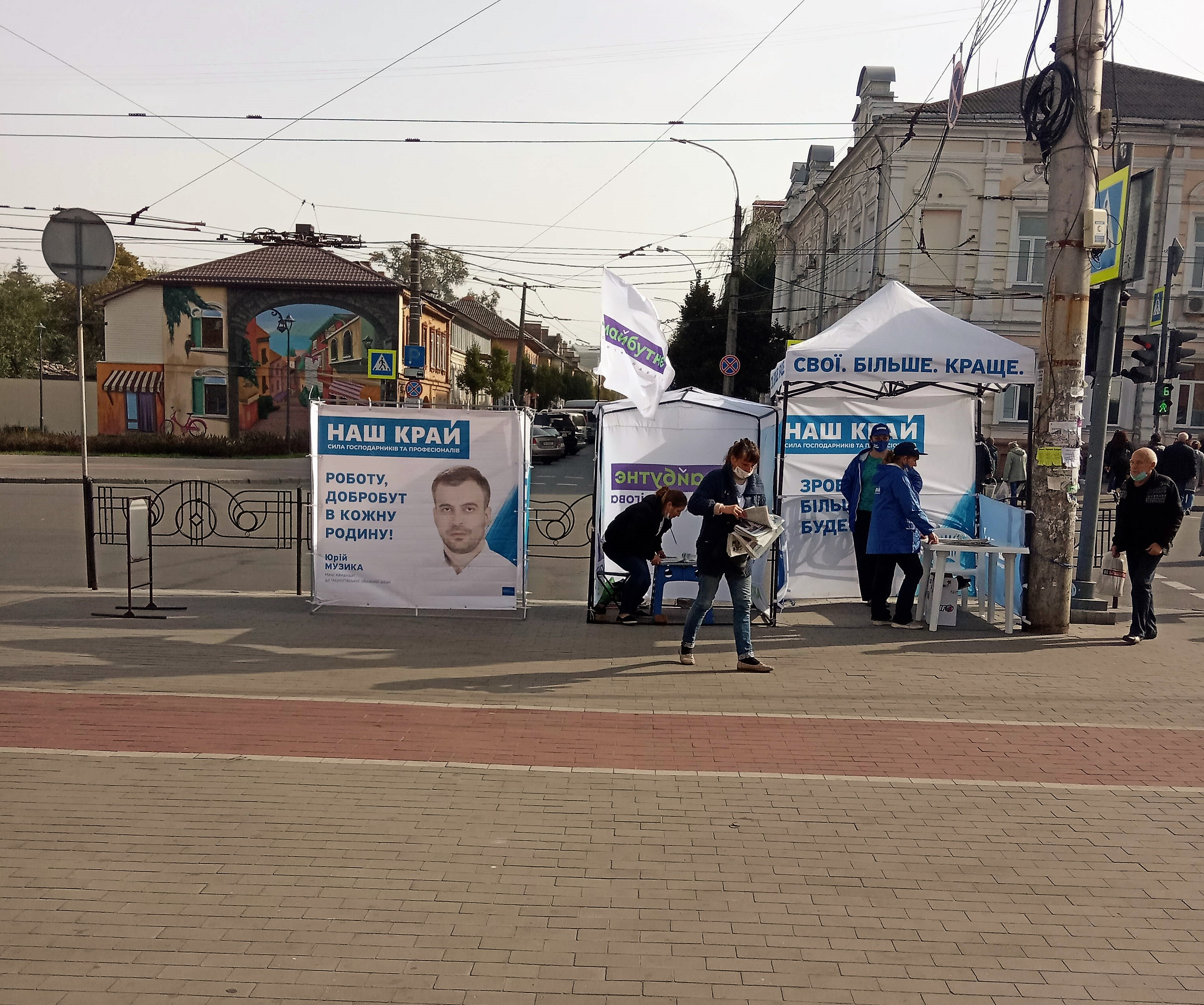
Агітація у жовтні в Чернігові
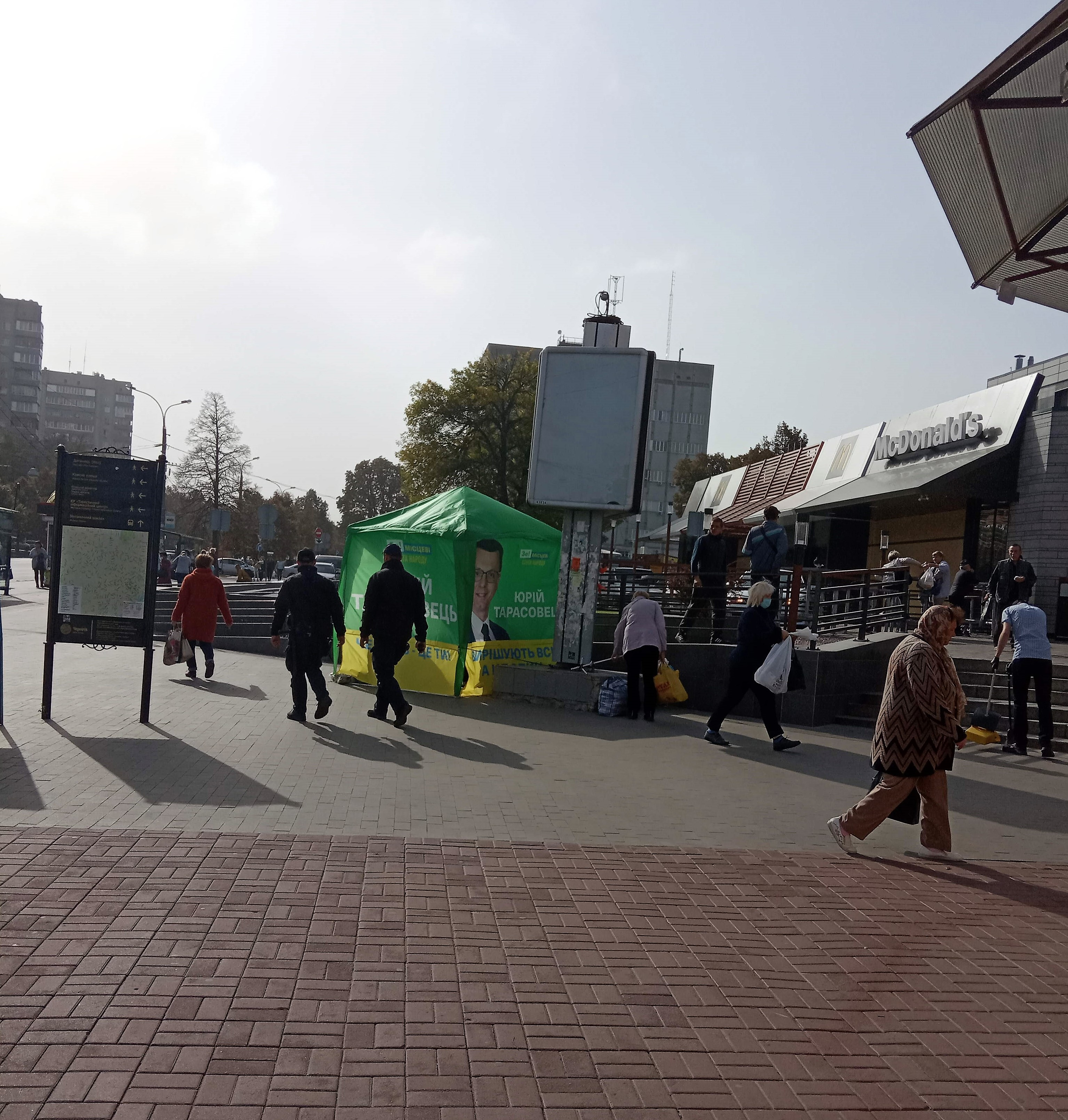
Агітація у жовтні в Чернігові
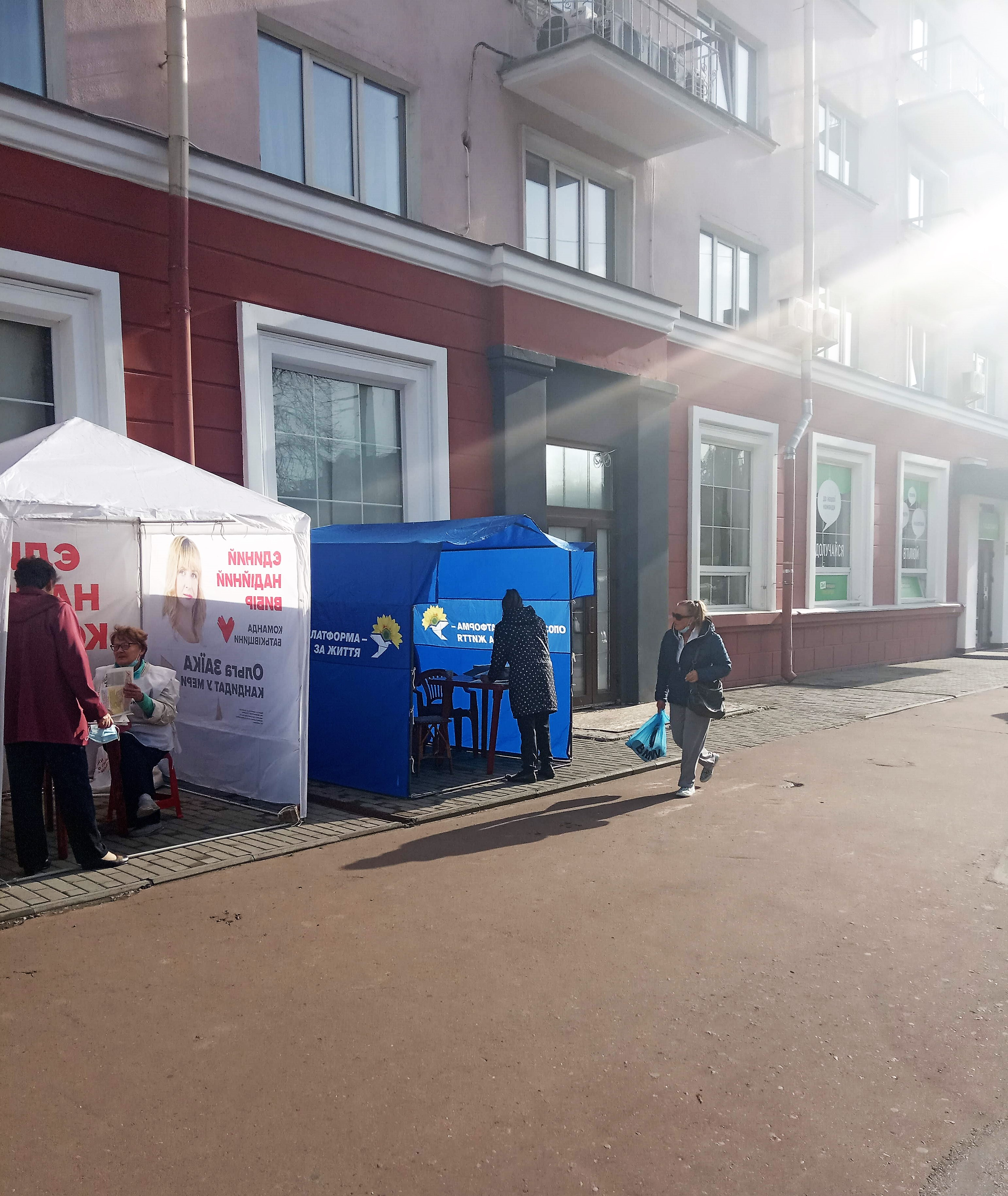
Агітація у жовтні в Чернігові